# Davos
Davos (rätoromanska: Tavaus) är en ort och kommun i distriktet Prättigau-Davos i den schweiziska kantonen Graubünden. Kommunen brukar räknas som ett landskap för sig, Landschaft Davos. Huvuddelen av bebyggelsen finns i det dalföre som genomströmmas av floden Landwasser, ett av Rhens källflöden. Davos är en av Schweiz främsta vintersportorter. I Davos genomförs även den årliga konferensen World Economic Forum.

## Administrativ indelning och historik
Davos anslöts 1436 till Zehngerichtenbund, och kom därmed att dela historia med nuvarande Graubünden.
Davos var en egen krets i den administrativa indelningen av kantonen Graubünden fram till dess att kretsarna avskaffades 2015. 
Graubündens kommunindelning har historiskt sett i allmänhet sammanfallit med indelningen i kyrkoförsamlingar. Ett väsentligt undantag är Davos, där hela kretsen (före 1851 tingslaget) alltid utgjort en enda kommun. Däremot har kommunen en mycket gammal indelning i fraktionsgemeinden (ungefär motsvarande kommun- eller stadsdelar), med inre självstyre och även beskattningsrätt. 
Dessa kommundelar motsvarar den reformerta kyrkans församlingsindelning i kommunen: Davos-Dorf, Davos-Platz, Frauenkirch, Glaris, Monstein och Wiesen. Wiesen tillkom 2009 och var innan dess en egen kommun i kretsen Bergün. Å andra sidan utgjorde Arosa, på andra sidan bergskedjan Strelakette, en fraktion i Davos fram till 1851 då den blev en egen kommun i kretsen Schanfigg. 

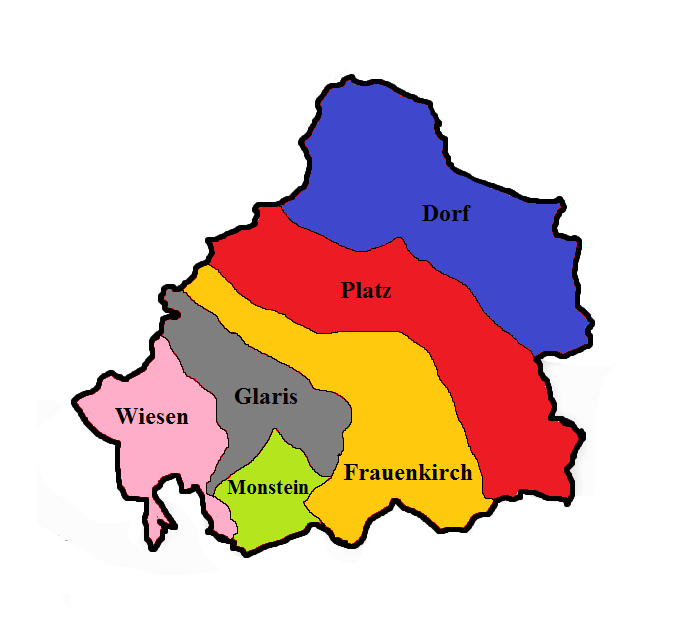
Davos indelning i sex stycken Fraktionsgemeinden.

| Fraktionsgemeinde Kommundel | Invånare 1 jan 2015 | Yta i km² |
| --------------------------- | ------------------- | --------- |
| Dorf                        | 3 662               | 63,89     |
| Platz                       | 7 533               | 77,26     |
| Frauenkirch                 | 429                 | 57,52     |
| Glaris                      | 412                 | 30,21     |
| Monstein                    | 177                 | 25,53     |
| Wiesen                      | 411                 | 29,58     |

## Befolkning och språk
Davos bebyggdes först under högmedeltiden av rätoromaner från Albuladalen och Engadin, och nämns första gången år 1213. Runt 1280 vidtog en omfattande inflyttning av walsertyskar, som under de följande århundradena också spred sig till granndistrikten, varvid det rätoromanska språket utkonkurrerades.
Den expansiva perioden 1860–1910, då Davos etablerades som turistort, medförde stor inflyttning och en sexdubbling av folkmängden. Sedan dess har invånarantalet varit relativt oförändrat och pendlat mellan 9 000 och 11 000. Närmare 90 % av befolkningen bor i de två översta fraktionerna, Davos-Dorf och Davos-Platz, som utgör en sammanhängande stadslik bebyggelse.
30,6 procent av befolkningen (2015) är utländska medborgare, varav de största grupperna är tyskar och portugiser.

## Politisk organisation
Kommunstyrelsens motsvarighet kallas Kleine Landrat (lilla landskapsrådet) och består av fem personer som väljs för en fyraårsperiod. Ordföranden kallas Landammann och den ledamot som ansvarar för vård, skola och omsorg kallas Statthalter och är vice ordförande. 
Kommunfullmäktiges motsvarighet kallas Grosse Landrat (stora landskapsrådet) och består av 17 personer som väljs för en fyraårsperiod. Ny ordförande väljs årligen av fullmäktige.
I Davos samlas årligen några av världens mäktigaste beslutsförfattare inom politik och näringsliv till konferensen World Economic Forum.

## Religion
Omkring 1526 reformerades kyrkorna i Davos, i Wiesen dock inte förrän 1553. Sedan slutet av 1800-talet, med dess stora inflyttning, finns det en stor katolsk minoritet i kommunen som 2012 utgjorde ungefär två femtedelar av befolkningen. Det finns två katolska kyrkor; en i Davos-Platz från 1894 och en i Davos-Dorf från 1915.

## Vintersport och rekreation
Davos började från mitten på 1800-talet att utvecklas till en turist- och kurort, i vilket den tyske fysiologen Alexander Spengler spelade en stor roll.

### Det alpina skidområdet
Davos-Klosters alpina skidområde har omkring 100 nedfarter (vilka utgör runt 300 kilometer pistlängd), 55 skidliftar, högsta liftburna åkhöjden 2844 meter över havet och högsta fallhöjden 1284 meter. Skidområdet är indelat i fem liftsystem – Parsenn, Jakobshorn, Rinerhorn, Pischa och Madrisa – plus några spridda släpliftar och backar runtomkring i dalområdet, kallat Davos/Klosters Dorf.
Davos första skidlift stod klar 1899 och hölls i bruk fram till 2006 (då den ersattes av en ny) – en 80-sitsig bergbana vid Schatzalp. Denna bidrog 1905 till en svensk resenärs vision om att bygga Sveriges första skidlift, i Åre (vilken blev Åre bergbana 1910). Davos första släplift tillkom 1934, vilken var J-kroksliften Bolgen som sägs blev världens första bygellift, och sedermera under 1950- och 1960-talet började skidområdet att växa i en första fas. Den andra större utvecklingsfasen inleddes i början på 1980-talet, som omfattades av moderniseringar och ytterligare förstoring.
Davos arrangerar årligen stora alpina tävlingar, där exempelvis Alpina världscupen ingår emellanåt. I Davos finns också huvudkontoret hos det schweiziska institutet inom lavinforskning (kallat SLF), och laboratorier till Weissfluhjoch, sedan dess grundande 1936.

### Ishockey: HC Davos och Spengler Cup
Davos är även känd för den professionella ishockeyklubben HC Davos som spelar i den schweiziska ligan Nationalliga A. HC Davos är historiskt en av landets mest framgångsrika ishockeyklubbar, med sina hittills 31 ligasegrar sedan klubben grundades 1921, där bland andra ett antal svenska profiler spelar/spelat (såsom Dick Axelsson, Marcus Paulsson och Loui Eriksson). 2015/16 spelade HC Davos sin första säsong i den relativt nya Europaturneringen Champions Hockey League (CHL), och nådde semifinal. Hemmamatcherna spelas i Vaillant Arena som regelbundet fylls av motsvarande mer än hälften av stadens befolkning (maxkapacitet 7 080 åskådare).
Davos är också värd för den årliga internationella turneringen Spengler Cup.

### Bandy-EM 100 år
Den 6 januari 2014 spelades ett inofficiellt bandy-EM i Davos för att fira 100-årsjubileet av Europamästerskapet i bandy 1913. Nationerna som deltog var Tjeckien, Ungern, Nederländerna och Tyskland – där Nederländerna (Holland) stod som segrare. Matcherna spelades på Eisstadion Davos, som är Europas största naturisbana.